# گروتا داس تورس
گروتا داس تورس (به پرتغالی: Gruta das Torres) یک غار و یادمان طبیعی در پرتغال است که در آزور واقع شده‌است.